# Талица (Центральное сельское поселение)
Талица — поселок в Буйском районе Костромской области. Входит в состав Центрального сельского поселения.

## География
Находится в западной части Костромской области на расстоянии приблизительно 25 км на север по прямой от районного центра города Буй на левом берегу реки Кострома.

## История
Поселок возник приблизительно в 1929 году для размещения работников лесозаготовок. В разное время здесь работали местные жители и спецпереселенцы различных национальностей (немцы, чеченцы). От поселка в лес шла лесовозная узкоколейная Колногорская железная дорога, работавшая до 2016 года.

## Население
Постоянное население составляло 747 человек в 2002 году (русские 98 %), 510 в 2022.